# Caribbean Cup 2001
De Caribbean Cup 2001 was de 12e editie van het internationale voetbaltoernooi voor de leden van de Caraïbische Voetbalunie (CFU). Het toernooi werd van 15 mei tot en met 25 mei 2001 gehouden in Trinidad en Tobago. Het gastland won voor de 8e keer dit toernooi door in de finale van Haïti te winnen met 3–0. Voordat het toernooi van start ging konden landen zich kwalificeren door een kwalificatietoernooi. Dat kwalificatietoernooi werd eerder in het jaar gehouden. De Caribbean Cup 2001 gold ook als kwalificatietoernooi voor de CONCACAF Gold Cup 2002. De nummers 1 tot en met 3 plaatsen zich rechtstreeks. De nummer 4 plaatst zich voor de Play Off tegen de nummer 4 van de UNCAF Nations Cup 2001.

## Deelnemers
| Ronde                                   | Landen | Aantal |
| --------------------------------------- | --- | ------ |
| Starten in de Kwalificatie – Voorronde  | Groep A - Sint-Maarten - Anguilla - Montserrat Groep B - Puerto Rico - Britse Maagdeneilanden Groep C - Amerikaanse Maagdeneilanden - Bahama's | 7      |
| Starten in de Kwalificatie – Groepsfase | Groep 1 - Cuba - Guyana - Dominica Groep 2 - Martinique - Saint Vincent en de Grenadines - Kaaimaneilanden Groep 3 - Haïti - Saint Lucia - Guadeloupe Groep 4 - Saint Kitts en Nevis - Dominicaanse Republiek - Antigua en Barbuda - Bermuda Groep 5 - Suriname - Barbados - Grenada - Aruba | 17     |
| Start in Groepsfase                     | - Trinidad en Tobago (Gastland/Titelhouder) - Jamaica (Automatisch) | 2      |

## Kwalificatie – Voorronde

### Groep A
| Team         | Gsp | W | G | V | DV | DT | DS | Ptn |
| ------------ | --- | - | - | - | -- | -- | -- | --- |
| Sint-Maarten | 2   | 2 | 0 | 0 | 6  | 2  | +4 | 6   |
| Anguilla     | 2   | 1 | 0 | 1 | 5  | 4  | +1 | 3   |
| Montserrat   | 2   | 0 | 0 | 2 | 2  | 7  | –5 | 0   |

|                 |                              |       |                     |                                           |
| 6 februari 2001 | Sint-Maarten                 | 3 – 1 | Montserrat          | Raoul Illidge Sports Complex Sint-Maarten |
| 6 februari 2001 | Romuald Benjamin 83' 89' 90' |       | Vladimir Farrell ?' | Raoul Illidge Sports Complex Sint-Maarten |

|                 |                                                          |       |                   |                                          |
| 8 februari 2001 | Anguilla                                                 | 4 – 1 | Montserrat        | Stade Jean-Louis Vanterpool Sint-Maarten |
| 8 februari 2001 | Terrence Rogers 3' Girdon Connor 35' 65' Ian Edwards 38' |       | Joseph Morris 53' | Stade Jean-Louis Vanterpool Sint-Maarten |

|                  |                                                        |       |                     |                                          |
| 10 februari 2001 | Sint-Maarten                                           | 3 – 1 | Anguilla            | Stade Jean-Louis Vanterpool Sint-Maarten |
| 10 februari 2001 | Romuald Benjamin 7' Bertren Pindi 29' Victor Hedge 65' |       | Terrence Rogers 54' | Stade Jean-Louis Vanterpool Sint-Maarten |

### Groep B
|                 |                  |       |                                       |                                           |
| 3 februari 2001 | Puerto Rico      | 1 – 2 | Britse Maagdeneilanden                | Parque Country Club San Juan, Puerto Rico |
| 3 februari 2001 | Rafael Ortíz 63' |       | Kenmore Simmons 6' Peterson Azile 50' | Parque Country Club San Juan, Puerto Rico |

|                  |                        |       |             |                                                           |
| 11 februari 2001 | Britse Maagdeneilanden | 0 – 0 | Puerto Rico | Shirley Recreation Ground Tortola, Britse Maagdeneilanden |
| 11 februari 2001 |                        |       |             | Shirley Recreation Ground Tortola, Britse Maagdeneilanden |

### Groep C
|                 |          |               |                             |          |
| 3 februari 2001 | Bahama's | Niet gespeeld | Amerikaanse Maagdeneilanden | Bahama's |
| 3 februari 2001 |          |               |                             | Bahama's |

|                  |                             |               |          |                             |
| 10 februari 2001 | Amerikaanse Maagdeneilanden | Niet gespeeld | Bahama's | Amerikaanse Maagdeneilanden |
| 10 februari 2001 |                             |               |          | Amerikaanse Maagdeneilanden |

- Bahama's trok zich terug waardoor de geplande wedstrijden niet doorgingen.

## Kwalificatie – Groepsfase

### Groep 1
| Team         | Gsp | W | G | V | DV | DT | DS | Ptn |
| ------------ | --- | - | - | - | -- | -- | -- | --- |
| Cuba         | 3   | 3 | 0 | 0 | 7  | 1  | +6 | 9   |
| Guyana       | 3   | 2 | 0 | 1 | 4  | 3  | +1 | 6   |
| Sint-Maarten | 3   | 1 | 0 | 2 | 3  | 5  | –2 | 3   |
| Dominica     | 3   | 0 | 0 | 3 | 3  | 8  | –5 | 0   |

|              |                                  |       |              |                                          |
| 4 april 2001 | Guyana                           | 2 – 0 | Sint-Maarten | Bourda Cricket Ground Georgetown, Guyana |
| 4 april 2001 | Karl Cole 4' Collie Hercules 35' |       |              | Bourda Cricket Ground Georgetown, Guyana |

|              |                                                                 |       |                     |                                            |
| 4 april 2001 | Cuba                                                            | 3 – 1 | Dominica            | Uitvlugt Community Centre Uitvlugt, Guyana |
| 4 april 2001 | Ariel Alvarez 5' Yénier Márquez 86' (pen.) Manuel Bobadilla 90' |       | Vincent Casimir 49' | Uitvlugt Community Centre Uitvlugt, Guyana |

|              |                                               |       |          |                                          |
| 6 april 2001 | Guyana                                        | 2 – 0 | Dominica | Bourda Cricket Ground Georgetown, Guyana |
| 6 april 2001 | Collie Hercules 50' Jermaine Brown 63' (pen.) |       |          | Bourda Cricket Ground Georgetown, Guyana |

|              |                           |       |              |                                              |
| 6 april 2001 | Cuba                      | 1 – 0 | Sint-Maarten | Uitvlugt Community Centre Georgetown, Guyana |
| 6 april 2001 | Yénier Márquez 29' (pen.) |       |              | Uitvlugt Community Centre Georgetown, Guyana |

|              |                                         |       |                                                       |                                          |
| 8 april 2001 | Dominica                                | 2 – 3 | Sint-Maarten                                          | Bourda Cricket Ground Georgetown, Guyana |
| 8 april 2001 | Vincent Casimir 23' Bronson Talbert 48' |       | Franck Gendrey 31' Victor Hodge 42' Jerry Fleners 78' | Bourda Cricket Ground Georgetown, Guyana |

|              |        |                                                         |      |                                          |
| 8 april 2001 | Guyana | 0 – 3                                                   | Cuba | Bourda Cricket Ground Georgetown, Guyana |
| 8 april 2001 |        | Alexener Cruzata 40' Sergei Prado 69' Jorge Stevens 89' |      | Bourda Cricket Ground Georgetown, Guyana |

### Groep 2
| Team                           | Gsp | W | G | V | DV | DT | DS  | Ptn |
| ------------------------------ | --- | - | - | - | -- | -- | --- | --- |
| Martinique                     | 3   | 2 | 1 | 0 | 10 | 1  | +9  | 7   |
| Saint Vincent en de Grenadines | 3   | 1 | 1 | 1 | 7  | 4  | +3  | 4   |
| Kaaimaneilanden                | 3   | 0 | 3 | 0 | 4  | 4  | 0   | 3   |
| Britse Maagdeneilanden         | 3   | 0 | 1 | 2 | 2  | 14 | –12 | 1   |

|              |                                  |       |                                          |                                         |
| 4 april 2001 | Kaaimaneilanden                  | 2 – 2 | Britse Maagdeneilanden                   | Stade Dillon Fort-de-France, Martinique |
| 4 april 2001 | Garth Enerson 19' Eric Brown 74' |       | Fitzroy Thomas 13' Avondale Williams 48' | Stade Dillon Fort-de-France, Martinique |

|              |                                                             |       |                                |                                         |
| 4 april 2001 | Martinique                                                  | 3 – 0 | Saint Vincent en de Grenadines | Stade Dillon Fort-de-France, Martinique |
| 4 april 2001 | Patrick Percin 23' Daniel Boval 61' Marcel Gibon 69' (pen.) |       |                                | Stade Dillon Fort-de-France, Martinique |

|              |                                                                     |       |                        |                                                  |
| 6 april 2001 | Martinique                                                          | 6 – 0 | Britse Maagdeneilanden | Stade Georges Gratian Fort-de-France, Martinique |
| 6 april 2001 | Daniel Borval 39' 62' 73' Loic Lupon 60' Jean-Hubert Sophie 66' 73' |       |                        | Stade Georges Gratian Fort-de-France, Martinique |

|              |                                |       |                 |                                                  |
| 6 april 2001 | Saint Vincent en de Grenadines | 1 – 1 | Kaaimaneilanden | Stade Georges Gratian Fort-de-France, Martinique |
| 6 april 2001 | Oscar Nero 29'                 |       | Ian Lindo 44'   | Stade Georges Gratian Fort-de-France, Martinique |

|              |                                                 |       |                        |                                         |
| 8 april 2001 | Saint Vincent en de Grenadines                  | 6 – 0 | Britse Maagdeneilanden | Stade Dillon Fort-de-France, Martinique |
| 8 april 2001 | Alwyn Guy 46' 55' 80' 84' Renson Haynes 75' 87' |       |                        | Stade Dillon Fort-de-France, Martinique |

|              |                |       |                 |                                         |
| 8 april 2001 | Martinique     | 1 – 1 | Kaaimaneilanden | Stade Dillon Fort-de-France, Martinique |
| 8 april 2001 | Loic Lupon 45' |       | Lee Ramoon 8'   | Stade Dillon Fort-de-France, Martinique |

### Groep 3
| Team                        | Gsp | W | G | V | DV | DT | DS  | Ptn |
| --------------------------- | --- | - | - | - | -- | -- | --- | --- |
| Haïti                       | 3   | 3 | 0 | 0 | 17 | 3  | +14 | 9   |
| Saint Lucia                 | 3   | 2 | 0 | 1 | 19 | 6  | +13 | 6   |
| Guadeloupe                  | 3   | 1 | 0 | 2 | 13 | 5  | +8  | 3   |
| Amerikaanse Maagdeneilanden | 3   | 0 | 0 | 3 | 2  | 37 | –35 | 0   |

|               |            |       |             |       |
| 10 april 2001 | Guadeloupe | 2 – 3 | Saint Lucia | Haïti |
| 10 april 2001 |            |       |             | Haïti |

|               |       |        |                             |       |
| 10 april 2001 | Haïti | 12 – 1 | Amerikaanse Maagdeneilanden | Haïti |
| 10 april 2001 |       |        |                             | Haïti |

|               |            |        |                             |       |
| 12 april 2001 | Guadeloupe | 11 – 0 | Amerikaanse Maagdeneilanden | Haïti |
| 12 april 2001 |            |        |                             | Haïti |

|               |       |       |             |       |
| 12 april 2001 | Haïti | 3 – 2 | Saint Lucia | Haïti |
| 12 april 2001 |       |       |             | Haïti |

|               |       |       |            |       |
| 14 april 2001 | Haïti | 2 – 0 | Guadeloupe | Haïti |
| 14 april 2001 |       |       |            | Haïti |

|               |             |        |                             |       |
| 14 april 2001 | Saint Lucia | 14 – 1 | Amerikaanse Maagdeneilanden | Haïti |
| 14 april 2001 |             |        |                             | Haïti |

### Groep 4
Bermuda trok zich terug.
| Team                   | Gsp            | W              | G              | V              | DV             | DT             | DS             | Ptn            |
| ---------------------- | -------------- | -------------- | -------------- | -------------- | -------------- | -------------- | -------------- | -------------- |
| Saint Kitts en Nevis   | 2              | 1              | 1              | 0              | 4              | 3              | +1             | 4              |
| Dominicaanse Republiek | 2              | 1              | 0              | 1              | 4              | 4              | 0              | 3              |
| Antigua en Barbuda     | 2              | 0              | 1              | 1              | 4              | 5              | –1             | 1              |
| Bermuda                | Teruggetrokken | Teruggetrokken | Teruggetrokken | Teruggetrokken | Teruggetrokken | Teruggetrokken | Teruggetrokken | Teruggetrokken |

|              |                      |       |                        |                                                            |
| 1 maart 2001 | Saint Kitts en Nevis | 2 – 1 | Dominicaanse Republiek | Antigua Recreation Ground Saint John's, Antigua en Barbuda |
| 1 maart 2001 | Keith Gumbs 27' 90'  |       | Dinardo Rodríguez 74'  | Antigua Recreation Ground Saint John's, Antigua en Barbuda |

|              |                        |       |                                                    |                                                            |
| 3 maart 2001 | Antigua en Barbuda     | 2 – 3 | Dominicaanse Republiek                             | Antigua Recreation Ground Saint John's, Antigua en Barbuda |
| 3 maart 2001 | Kelly Frederick 3' 76' |       | Pedro Estevez 2' Manuel Pérez 71' Pedro Aquino 90' | Antigua Recreation Ground Saint John's, Antigua en Barbuda |

|              |                                |       |                                  |                                                            |
| 4 maart 2001 | Antigua en Barbuda             | 2 – 2 | Saint Kitts en Nevis             | Antigua Recreation Ground Saint John's, Antigua en Barbuda |
| 4 maart 2001 | Stevroy Anthony 47' (pen.) 52' |       | Derrick Mills 5' Keith Gumbs 11' | Antigua Recreation Ground Saint John's, Antigua en Barbuda |

### Groep 5
| Team     | Gsp | W | G | V | DV | DT | DS  | Ptn |
| -------- | --- | - | - | - | -- | -- | --- | --- |
| Suriname | 3   | 2 | 1 | 0 | 10 | 3  | +7  | 7   |
| Barbados | 3   | 2 | 1 | 0 | 9  | 5  | +4  | 7   |
| Grenada  | 3   | 1 | 0 | 2 | 6  | 7  | –1  | 3   |
| Aruba    | 3   | 0 | 0 | 3 | 4  | 14 | –10 | 0   |

|              |                                                                                                  |       |       |                                              |
| 4 april 2001 | Suriname                                                                                         | 5 – 0 | Aruba | André Kamperveenstadion Paramaribo, Suriname |
| 4 april 2001 | Harvey Limon 2' Orleno Grootfaam 16' Ifenildo Vlijter 34' Benny Kejansie 39' Gordon Kinsaine 58' |       |       | André Kamperveenstadion Paramaribo, Suriname |

|              |                                        |       |                   |                                              |
| 4 april 2001 | Barbados                               | 2 – 1 | Grenada           | André Kamperveenstadion Paramaribo, Suriname |
| 4 april 2001 | Gregory Goodridge 12' Norman Forde 85' |       | Ricky Charles 52' | André Kamperveenstadion Paramaribo, Suriname |

|              |                                            |       |                                      |                                              |
| 6 april 2001 | Grenada                                    | 4 – 2 | Aruba                                | André Kamperveenstadion Paramaribo, Suriname |
| 6 april 2001 | Ashley Cyrus 41' Ricky Charles 43' 47' 72' |       | Jerry Agungbero 25' Glenroy Lake 66' | André Kamperveenstadion Paramaribo, Suriname |

|              |                                        |       |                      |                                              |
| 6 april 2001 | Suriname                               | 2 – 2 | Barbados             | André Kamperveenstadion Paramaribo, Suriname |
| 6 april 2001 | Ifenildo Vlijter 8' Winston Feller 54' |       | Peter Stoute 41' 89' | André Kamperveenstadion Paramaribo, Suriname |

|              |                                                              |       |                  |                                              |
| 8 april 2001 | Suriname                                                     | 3 – 1 | Grenada          | André Kamperveenstadion Paramaribo, Suriname |
| 8 april 2001 | Benny Kejansie 17' Alberto Doesburg 67' Clifton Senvliet 78' |       | Ashley Cyrus 23' | André Kamperveenstadion Paramaribo, Suriname |

|              |                                                                                                  |       |                                            |                                              |
| 8 april 2001 | Barbados                                                                                         | 5 – 2 | Aruba                                      | André Kamperveenstadion Paramaribo, Suriname |
| 8 april 2001 | Llewellyn Riley 4' Peter Stoute 11' Norman Forde 14' Gregory Goodridge 36' Lesron De Freitas 64' |       | Lesley Filomena 6' Wener Gross Santana 73' | André Kamperveenstadion Paramaribo, Suriname |

## Gekwalificeerde landen
| Ploeg                | Kwalificatie  | Aantal deelnames | Beste prestatie |
| -------------------- | ------------- | ---------------- | --------------- |
| Trinidad en Tobago   | Gastland      | 12               | Winnaar         |
| Jamaica              | Automatisch   | 9                | Winnaar         |
| Cuba                 | nr. 1 Groep 1 | 5                | Tweede          |
| Martinique           | nr. 1 Groep 2 | 9                | Winnaar         |
| Haïti                | nr. 1 Groep 3 | 5                | Derde           |
| Saint Kitts en Nevis | nr. 1 Groep 4 | 5                | Tweede          |
| Suriname             | nr. 1 Groep 5 | 4                | Vierde          |
| Barbados             | nr. 2 Groep 5 | 4                | Groepsfase      |

## Groepsfase

### Groep A
| Team               | Gsp | W | G | V | DV | DT | DS | Ptn |
| ------------------ | --- | - | - | - | -- | -- | -- | --- |
| Trinidad en Tobago | 3   | 2 | 0 | 1 | 8  | 3  | +5 | 6   |
| Martinique         | 3   | 2 | 0 | 1 | 5  | 3  | +2 | 6   |
| Jamaica            | 3   | 2 | 0 | 1 | 4  | 3  | +1 | 6   |
| Barbados           | 3   | 0 | 0 | 3 | 2  | 10 | –8 | 0   |

|             |                                                                              |       |          |                                                |
| 15 mei 2001 | Trinidad en Tobago                                                           | 5 – 0 | Barbados | Larry Gomesstadion Malabar, Trinidad en Tobago |
| 15 mei 2001 | Stern John 20' 50' Arnold Dwarika 40' Reynold Carrington 75' Brent Rahim 79' |       |          | Larry Gomesstadion Malabar, Trinidad en Tobago |

|             |                    |       |            |                                                |
| 15 mei 2001 | Jamaica            | 1 – 0 | Martinique | Larry Gomesstadion Malabar, Trinidad en Tobago |
| 15 mei 2001 | Enrew Williams 60' |       |            | Larry Gomesstadion Malabar, Trinidad en Tobago |

|             |                               |       |                  |                                                          |
| 17 mei 2001 | Trinidad en Tobago            | 2 – 1 | Jamaica          | Hasely Crawfordstadion Port of Spain, Trinidad en Tobago |
| 17 mei 2001 | Angus Eve 62' Brent Rahim 70' |       | Wolde Harris 27' | Hasely Crawfordstadion Port of Spain, Trinidad en Tobago |

|             |                                           |       |                         |                                                          |
| 17 mei 2001 | Martinique                                | 3 – 1 | Barbados                | Hasely Crawfordstadion Port of Spain, Trinidad en Tobago |
| 17 mei 2001 | Rodolphe Rano 22' 56' Ludovic Clement 64' |       | Llewellyn Riley 29' pen | Hasely Crawfordstadion Port of Spain, Trinidad en Tobago |

|             |                     |       |                                     |                                                          |
| 19 mei 2001 | Trinidad en Tobago  | 1 – 2 | Martinique                          | Hasely Crawfordstadion Port of Spain, Trinidad en Tobago |
| 19 mei 2001 | Dennis Lawrence 29' |       | Rodolphe Rano 8' Patrick Percin 79' | Hasely Crawfordstadion Port of Spain, Trinidad en Tobago |

|             |                                        |       |                     |                                                          |
| 19 mei 2001 | Jamaica                                | 2 – 1 | Barbados            | Hasely Crawfordstadion Port of Spain, Trinidad en Tobago |
| 19 mei 2001 | Wolde Harris 14' pen Fabian Taylor 27' |       | Llewellyn Riley 29' | Hasely Crawfordstadion Port of Spain, Trinidad en Tobago |

### Groep B
| Team                 | Gsp | W | G | V | DV | DT | DS | Ptn |
| -------------------- | --- | - | - | - | -- | -- | -- | --- |
| Haïti                | 3   | 1 | 2 | 0 | 8  | 3  | +5 | 5   |
| Cuba                 | 3   | 1 | 2 | 0 | 5  | 4  | +1 | 5   |
| Saint Kitts en Nevis | 3   | 1 | 1 | 1 | 7  | 8  | –1 | 4   |
| Suriname             | 3   | 0 | 1 | 2 | 4  | 9  | –5 | 1   |

|             |                                 |       |                                                             |                                                           |
| 16 mei 2001 | Cuba                            | 4 – 3 | Suriname                                                    | Centre of Excellence Stadium Tunapuna, Trinidad en Tobago |
| 16 mei 2001 | Alberto Delgado 30' 34' 47' 60' |       | Benny Kejansie 2' Malcolm Weibolt 17' Clifton Sandvliet 81' | Centre of Excellence Stadium Tunapuna, Trinidad en Tobago |

|             |                                                                                   |       |                                   |                                                           |
| 16 mei 2001 | Haïti                                                                             | 7 – 2 | Saint Kitts en Nevis              | Centre of Excellence Stadium Tunapuna, Trinidad en Tobago |
| 16 mei 2001 | Jean-Luicadet Holman 8' 45' Golman Pierre 25' 54' 77' 83' Clersaint Clerjuste 89' |       | Alexis Saddler 3' Keith Gumbs 74' | Centre of Excellence Stadium Tunapuna, Trinidad en Tobago |

|             |                      |       |                  |                                                           |
| 18 mei 2001 | Saint Kitts en Nevis | 1 – 1 | Cuba             | Centre of Excellence Stadium Tunapuna, Trinidad en Tobago |
| 18 mei 2001 | Austin Huggins 26'   |       | Sergei Prado 55' | Centre of Excellence Stadium Tunapuna, Trinidad en Tobago |

|             |                    |       |                  |                                                           |
| 18 mei 2001 | Suriname           | 1 – 1 | Haïti            | Centre of Excellence Stadium Tunapuna, Trinidad en Tobago |
| 18 mei 2001 | Winston Feller 85' |       | Golman Pierre 2' | Centre of Excellence Stadium Tunapuna, Trinidad en Tobago |

|             |      |       |       |                                                 |
| 20 mei 2001 | Cuba | 0 – 0 | Haïti | Larry Gomes Stadium Malabar, Trinidad en Tobago |
| 20 mei 2001 |      |       |       | Larry Gomes Stadium Malabar, Trinidad en Tobago |

|             |          |                                                                             |                      |                                                 |
| 20 mei 2001 | Suriname | 0 – 4                                                                       | Saint Kitts en Nevis | Larry Gomes Stadium Malabar, Trinidad en Tobago |
| 20 mei 2001 |          | Sereste Cannonier 26' Austin Huggins 52' Keith Gumbs 63' Sheldon Doynin 88' |                      | Larry Gomes Stadium Malabar, Trinidad en Tobago |

## Knock-outfase
|  | halve finale           | halve finale           |   |                        | finale                 | finale |
|  |                        |                        |   |                        |                        |        |
|  | 22 mei – Port of Spain |                        |   |                        |                        |        |
|  | Trinidad en Tobago     | 2                      |   |                        |                        |        |
|  | Cuba                   | 0                      |   |                        |                        |        |
|  |                        |                        |   |                        |                        |        |
|  |                        |                        |   |                        | 24 mei – Port of Spain |        |
|  |                        |                        |   |                        | Trinidad en Tobago     | 3      |
|  |                        | Haïti                  | 0 |                        |                        |        |
|  |                        |                        |   |                        |                        |        |
|  |                        |                        |   |                        | derde plaats           |        |
|  | 22 mei – Port of Spain | 22 mei – Port of Spain |   | 25 mei – Port of Spain | 25 mei – Port of Spain |        |
|  | Haïti                  | 5                      |   | Cuba                   | 0                      |        |
|  | Martinique             | 0                      |   |                        | Martinique             | 1      |

### Halve finale
|             |                                       |       |      |                                                           |
| 22 mei 2001 | Trinidad en Tobago                    | 2 – 0 | Cuba | Hasely Crawford Stadium Port of Spain, Trinidad en Tobago |
| 22 mei 2001 | Arnold Dwarika 33' pen Stern John 60' |       |      | Hasely Crawford Stadium Port of Spain, Trinidad en Tobago |

|             |                                                                                               |       |            |                                                           |
| 22 mei 2001 | Haïti                                                                                         | 5 – 0 | Martinique | Hasely Crawford Stadium Port of Spain, Trinidad en Tobago |
| 22 mei 2001 | Renel Monprenier 17' 63' Chrismanor Thelusma 28' pen Pierre Sala 84' Jean-Luicadet Holman 88' |       |            | Hasely Crawford Stadium Port of Spain, Trinidad en Tobago |

### Troostfinale
|             |      |                         |            |                                                           |
| 24 mei 2001 | Cuba | 0 – 1                   | Martinique | Hasely Crawford Stadium Port of Spain, Trinidad en Tobago |
| 24 mei 2001 |      | Marcel Gibon 74' (pen.) |            | Hasely Crawford Stadium Port of Spain, Trinidad en Tobago |

### Finale
|             |                                                      |       |       |                                                           |
| 25 mei 2001 | Trinidad en Tobago                                   | 3 – 0 | Haïti | Hasely Crawford Stadium Port of Spain, Trinidad en Tobago |
| 25 mei 2001 | Dale Saunders 28' Brent Rahim 67' Arnold Dwarika 77' |       |       | Hasely Crawford Stadium Port of Spain, Trinidad en Tobago |

| Kampioen Caribbean Cup 2001 |
| --------------------------- |
|                             |
| TRINIDAD EN TOBAGO 8e titel |